# باشگاه فوتبال بایس
باشگاه فوتبال بایس یک باشگاه فوتبال سنت لوسیایی مستقر در بکسون در نزدیکی کاستریس است که در حال حاضر در لیگ دسته اول سنت لوسیا رقابت می‌کند.